# Sestre Mirabal
Sestre Mirabal jesu četiri sestre: Patria (27. veljače 1924.), Minerva (12. ožujka 1926.), Dédé und Maria Teresia (15. listopada 1935.) Mirabal, rodom iz okolice Santiaga u Dominikanskoj Republici. Potekle su iz obitelji srednjeg sloja, a zajedno sa svojim supruzima pripadale su jednoj skupini koja je planirala rušenje diktatora Rafaela Trujilla.

## Povijest
Kao političke aktivistkinje skupine "Leptiri" (španj. Las Mariposas) postale su značajan simbol otpora diktatorskom režimu Rafaela Trujilla. Više puta bile su uhićivane, a 25. studenoga 1960. godine, vraćajući se iz posjeta zatvoru u kojima su bili njihovi supruzi, Trujillova tajna policija presrela ih je na putu između gradova Santiago i Puerto Plata. Sve tri sestre i vozač bili su zadavljeni i polomljenih kostiju, automobil je nađen u provaliji planine La Cumbre, čime se željelo prikriti pravi razlog smrti.
Vijest o njihovoj smrti razbijesnila je narod, te je njihova brutalna likvidacija bila jedan od događaja koji je ojačao pokret protiv Trujillovog režima, na kojeg je 30. svibnja izvršen atentat.

## O sestrama Mirabal poslije smrti
"Hermanas Mirabal" (sestre Mirabal), kako često Las Mariposas nazivaju, predstavljaju danas u Dominikanskoj Republici simbol otpora diktaturi i simbol feminističkog otpora. 
O njima su napisane knjige, opjevane su u pjesmama, njihove stvari izložene su u Nacionalnom muzeju povijesti i zemljopisa.
U Bogoti je 1981. na prvom sastanku feministkinja Latinske Amerike i Kariba odabran 25. studeni kao Međunarodni dan protiv nasilja nad ženama u znak sijećanja na sestre Mirabal. Godine 1985. tiskana je poštanska markica njima u čast, a na Međunarodni dan žena 1997. godine u Santo Domingu na visokom obelisku koji je Trujillo dao podići u svoju čast, otkrivena je slika na kojoj su prikazane sve četiri sestre. Slika je nazvana "Un Canto a la Libertad" ("Pjesma slobodi"). 
Godine 1999. Ujedninjeni Narodi su i službeno rezolucijom 54/134 potvrdili 25. studenoga kao Međunarodni dan borbe protiv nasilja nad ženama. 
Godine 2001. snimljen je film prema noveli In the Time of the Butterflies, sa Salmom Hayek u ulozi Minerve i Edwardom Jamesom Olmosom kao Trujillom.

## Vanjske poveznice
|  | Zajednički poslužitelj ima još gradiva o temi Sestre Mirabal |